# Saint-Just-en-Bas
Saint-Just-en-Bas este o comună în departamentul Loire din sud-estul Franței. În 2009 avea o populație de 306 de locuitori.

## Evoluția populației
| An        | 1975 | 1982 | 1990 | 1999 | 2006 | 2009 |
| --------- | ---- | ---- | ---- | ---- | ---- | ---- |
| Populație | 414  | 368  | 328  | 317  | 314  | 306  |